# 岸駒

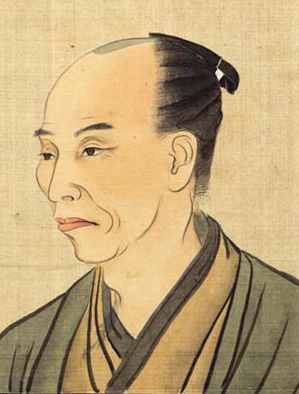
岸駒肖像（47歳）『近世名家肖像』より 伝谷文晁筆 東京国立博物館蔵

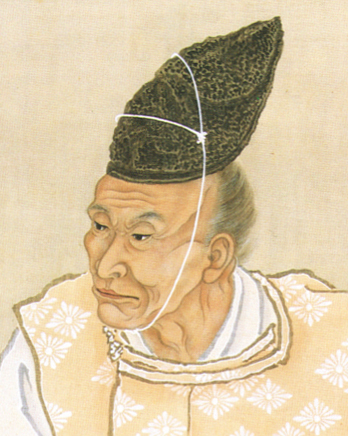
岸駒自画像（部分）晩年 絹本著色 個人蔵

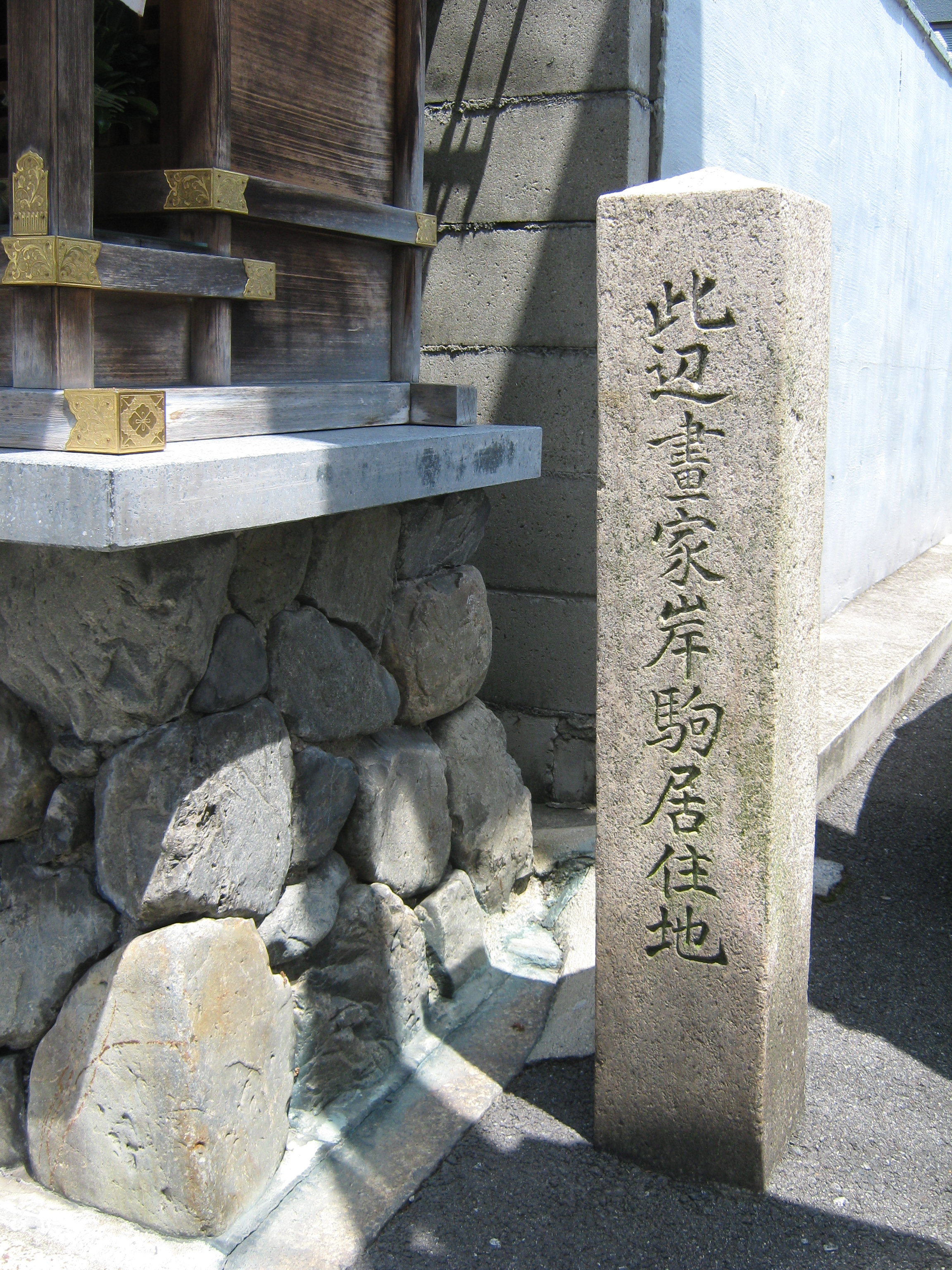
岸駒居住地、京都市中京区

岸駒（がんく、宝暦6年3月15日（1756年4月14日）または寛延2年（1749年） - 天保9年12月5日（1839年1月19日））は、江戸時代中期から後期の絵師。姓は佐伯。名は昌明。幼名は乙次郎、又は健亮。字は賁然。華陽、鳩巣、天開翁、同功館、可観堂、虎頭館と号す。初期の号は岸矩。岸派（きしは）の祖。従五位下。

## 略歴

### 生年と出生地の謎
出身地は越中国高岡（現、富山県高岡市）説と加賀国金沢（現、石川県金沢市）という二説がある。近年は、岸家の家譜や門人の白井華陽が記した『画乗要略』など諸書の記述から、金沢説が取られる事が多い。また、岸駒晩年の作品の年記や、岸家の家系図には寛延2年生まれとされているが、後年岸駒が加賀藩に呈出した書き立てや『地下家伝』には宝暦6年と記されており、現在ではこちらの方がやや有力である。岸駒は生前から年を偽っており、その理由は不明である。

### 生い立ち
母は越中国東岩瀬の高岡屋きよという。きよは宝暦6年、金沢の仕立屋豊右衛門と再婚し、岸駒もこの地で育つ。生活は苦しかったらしく、11歳頃手習いのしようにも師につくことができず、店の暖簾や看板で字を覚えた。12歳頃紺屋に丁稚奉公にあがる。4歳の時オウムを写生したのが絵を描いた始まりされる。金沢時代は矢田四如軒あるいは森蘭斎に絵を習ったと伝わるが確証はない。しかし、画風から岸駒が蘭斎の画系である南蘋派に学んだことは間違いない。系図では宝暦13年（1763年）頃、狩野花信と称し絵を描いたとされるが、当時岸駒は8歳または15歳で信憑性は薄く、花信落款の作品も確認できない。安永4年（1775年）の時、名を岸矩、号を蘭斎と改める。

### 上洛 岸矩時代
安永7年（1778年）絵師として名を立てようと上京するが、折悪く父が亡くなり一旦帰郷。翌年、母を連れて再度上洛、通称を健亮と改め、翌年斉藤氏の娘菊と結婚。この頃、丹丘、黄筌、李思訓、呂紀などの中国画から学んだことを作品に記し、沈南蘋派の画法を取り込んだ精密な絵や洋風画を学習していった。また、岸家の系図には円山応挙の名は全く出てこないが、円山派を独学で学んだか、原在中が応挙の弟子ではないと偽ったのを岸駒は詰問し、応挙の息子応瑞の家に行って門人帳を見せて貰うと、在中自筆の入門名簿があったという逸話（『古画備考』）から、岸駒も上洛当初は応挙に師事」していたとも考えられる。再上洛から3年後の天明2年（1782年）版『平安人物誌』に名前が記載され、一流絵師の仲間入りを果たす。以後も『平安人物誌』に死の年の版まで漏れ無く岸駒は記載されており、生涯京都を代表する絵師であり続けた。

### 名声と悪評 岸駒時代
この名声を岸駒は活用し、天明4年（1784年）有栖川宮家の近習となり、同家の御学問所の障壁画を描く。翌年、宮家より雅楽助と称すことを許され、名を岸駒に改め、字を賁然（ひねん）、号を華陽とする。有栖川宮の庇護のもと、天明の大火で焼失した御所の障壁画制作に活躍し、同家の推挙もあって享和2年（1802年）に右生火官人（ういけびのかんにん）に補せられて従六位下主殿大属（とのものだいさかん）に叙任、文化5年（1805年）に越前介を兼ね、天保7年（1836年）には蔵人所衆に推補のうえ従五位下叙爵、翌8年越前守に任ぜられる。文化6年には加賀藩主の招きに応じて金沢に赴き、金沢城二の丸御殿に障壁画を描いて故郷に錦を飾った。天保9年（1838年）、83歳あるいは90歳の長寿を全うして没した。墓所は京都市本禅寺。
岸駒は生前から画料の高さなどから悪評が高く、山師などと呼ばれたが、晩年に隠棲した岩倉の証光院が荒れ果てているのを私財を投じて建て直した逸話がある。東寺の食堂の天井に龍を描いたことで名声を得て依頼者が殺到したため号の「同功館」を印形にしたものを織り込んだ表装地を商い、「この手即天下の至宝」であるとして金襴の袋に右手を入れていたという。
門人は長男の岸岱、岸良、岸連山、岸龍、岸八行、河村文鳳、村上松堂、横山華山、桂有彰（青洋）、三木恒山、森青園、『画乗要略』の著者白井華陽、刀装金工家の大月光興など。
現在、一般に岸駒を初めとした岸派は認知されているとは言いがたいが、京都の社寺のみならず町家の至る所にまで岸派の作品が残っている。

## 岸駒の虎
岸駒は自他共に認めるほど、迫力ある虎の絵を得意としていた。皆川淇園が著した「淇園詩文集」に、そのリアルさの秘密が記されている。岸駒は、寛政10年（1798年）中国の商人に「富嶽図」を贈った礼として虎の頭蓋骨を手に入れ、それに知人から借りた虎の頭の皮を被せ、その姿を様々な角度から精密に写生した。さらに各部分の寸法を計測し、牙と歯の本数や形状まで記述している。また、少し後に虎の四肢も入手し、やはり詳細な観察記録が残っている。富山市佐藤記念美術館には岸駒旧蔵の虎の前後脚が所蔵されている（頭部は戦前出産のまじないに貸し出されて以来、行方不明）。当時は解剖学の発展期で、円山応挙らによって人体を描くにあたり、骨の構造を把握することの重要性が説かれていた。従来の猫を手本とした作風とは打って変わった迫真の虎図誕生の裏には、岸駒のこうした努力があったのである。

## 作品
| 作品名             | 技法             | 形状・員数 | 寸法（縦x横cm）   | 所有者               | 年代                                    | 落款・印章             | 備考 |
| ------------------ | ---------------- | ---------- | ----------------- | -------------------- | --------------------------------------- | ---------------------- | --- |
| 黒梅図杉戸         |                  |            |                   | 角屋                 | 1782年（天明2年）                       |                        | |
| 牡丹孔雀図         | 絹本着彩         | 1幅        |                   | 大阪市立美術館       | 1785年（天明5年）                       |                        | |
| 老梅図襖           | 紙本金地墨画     | 襖12面     |                   | 長浜市・大通寺       | 1786年（天明6年）                       |                        | 長浜市指定文化財。 |
| 鶏図杉戸           |                  |            |                   | 大通寺               |                                         | 落款「岸雅楽助平駒寫」 | |
| 浄福寺方丈障壁画   | 紙本墨画一部淡彩 | 襖30面     |                   | 京都・浄福寺         | 1793年（寛政5年）から1800年（寛政12年） |                        | 内訳は、「十六羅漢図」12面、「虎渓三笑図」8面、「竹図」10面。                                                                      |
| 松虎図襖           | 紙本金地著色     | 4面1組     |                   | 長浜市宮司町組       | 1804年（文化元年）                      |                        | 長浜市指定文化財。 |
| 松下飲虎図         | 紙本着彩         | 1幅        |                   | 前田育徳会           | 1809年以前                              |                        | |
| 日蓮上人図         | 綿布着彩         | 1幅        |                   | 妙覚寺 (京都市)      | 1818-1831年（文政年間）                 | 無款記                 | 江戸時代に綿布に岩絵具で彩色した絵は珍しい。裏面にある岸岱の墨書銘によると、妙覚寺第51世日運上人の依頼で文政年間に描かれたという。 |
| 波濤図             |                  |            |                   | 角屋                 | 1821年（文政4年）                       |                        | 元は襖絵。現在は屏風装。 |
| 虎に波図           | 紙本墨画         | 二曲一双   | 164.5×272.7（各） | 東京国立博物館       | 1823年（文政6年）                       |                        | 元は襖絵。 |
| 虎渓三笑図襖       |                  |            |                   | 修学院離宮寿月観所在 | 1824年（文政7年）                       |                        | |
| 虎図               | 紙本着色         | 六曲一双   |                   | 石川県立美術館       | 1808年から1824年の間                    |                        | |
| 虎図               | 紙本金地墨画     | 六曲一双   |                   | 石川県立美術館       | 1824年から1836年の間                    |                        | |
| 霊猫図             |                  |            |                   | 富山市郷土博物館     |                                         | 落款「雅楽助岸駒写」   | |
| 琴棋書画図屏風     | 淡彩             | 六曲一双   |                   | 富山市佐藤記念美術館 |                                         |                        | |
| 竹林図屏風         | 紙本金地墨画     | 六曲一双   |                   | 富山市佐藤記念美術館 | 1829年（文政12年）                      |                        | |
| 竹図屏風           | 紙本金地墨画     | 六曲一双   | 178x376（各）     | シカゴ美術館         | 1829年（文政12年）                      |                        | |
| 月梅図             |                  |            | 145.7x65.7        | 東京国立博物館       |                                         |                        | |
| 猛虎図屏風         | 紙本墨画         | 六曲一双   |                   | サントリー美術館     |                                         |                        | |
| 花鳥図屏風         |                  |            |                   | 仁和寺               |                                         |                        | |
| 波濤に岩上咆虎図襖 |                  |            |                   | 京都府加悦町         |                                         | 落款「天開翁岸駒」     | |
| 孔雀図襖           |                  |            |                   | 曼殊院               |                                         | 無款                   | |
| 孔雀図             |                  |            |                   | 林原美術館           |                                         | 落款「岸雅楽助駒写」   | 元襖絵、現在は屏風装 |
| 西本願寺障壁画     |                  |            |                   |                      |                                         |                        | |
| 猛虎図             |                  |            |                   | 本間美術館           |                                         |                        | |

## 墓所
- 本禅寺。戒名は同功院殿天門日観大居士。

## 参考資料
- 『週刊朝日百科 世界の美術129　江戸時代後期の絵画2 円山・四条派と若冲・蕭白』 朝日新聞社、1981年
- 源豊宗監修、佐々木丞平編 『京都画壇の十九世紀 第2巻 文化・文政期』 思文閣出版、1994年 ISBN 4-7842-0838-0
- 岩佐伸一 「岸駒筆浄福寺方丈襖絵と寛政期の岸駒について」（笠井昌昭編 『文化史学の挑戦』 思文閣出版、2005年3月、pp.234-250、ISBN 4-7842-1233-7）
- 内山淳一 『動物奇想天外 江戸の動物百態』 青幻舎〈大江戸カルチャーブックス〉、2008年 ISBN 978-4-8615-2143-0
- 狩野博幸 『江戸絵画の不都合な真実』 筑摩書房〈筑摩選書〉、2010年 ISBN 978-4-480-01504-4

図録
- 栗東歴史民俗博物館編集・発行 『岸派とその系譜 岸駒から岸竹堂へ』 1996年10月
- 敦賀市立博物館編集・発行 『特別展 京都画壇 岸派の展開』 2005年2月
- 富山市佐藤記念美術館編集・発行 『岸矩から岸駒へ ―岸駒初期の画業をたどる―』 2010年10月